# Juan Zapata Ferrer
Juan Zapata Ferrer (Rubielos de Mora, 24 de noviembre de 1657-Soria, 12 de noviembre de 1710), pintor barroco y clérigo español. Es también conocido erróneamente como Juan Antonio Zapata.

## Biografía
Hijo primogénito del segundo matrimonio del pintor, dorador y escultor aragonés Vicente Zapata con Emerenciana Ferrer, nació en Rubielos de Mora (Teruel), donde fue bautizado en la colegiata de Santa María la Mayor con el nombre de Juan Clemente. Erróneamente es conocido con el nombre de Juan Antonio, haciéndolo natural de Soria.
Pintor barroco, desarrolló la mayor parte de su producción artística en Soria. Destacó en la pintura mural al fresco. Se dice que fue discípulo de Luca Giordano y de Antonio Palomino, influencia que se percibe en su pintura mural.

## Obra
- Dorado del tabernáculo del retablo mayo (1673) del Santuario de la Virgen de la Sierra en Villarroya, Calatayud (Zaragoza)
- Dorado del retablo mayor (1680-1690) junto a su padre y hermano, Deza (Soria).
- Lienzos del retablo mayor (1690) de la ermita de la Bienvenida, Monteagudo de las Vicarías (Soria).
- Lienzos del retablo mayor (Bautismo de Cristo y la Degollación de San Juan Bautista) (1700) de la iglesia de San Juan Bautista, Mazaterón (Soria).
- Lienzos del cascarón del retablo mayor (1701), Almadrones (Guadalajara).
- Frescos de la ermita de San Saturio (1703-1704), Soria.
- Frescos del Camarín de la Virgen de la Merced (1700-1703) del Convento de la Merced, Soria.
- Lienzos del retablo de San Saturio (1700-1703) de la capilla de San Saturio en la Concatedral de San Pedro, Soria.
- Lienzos para los colaterales de San Pedro y San Pablo y San Juan Bautista (1704) de la catedral de la Asunción, El Burgo de Osma (Soria).
- Lienzo de La Sagrada Familia para la ermita de San Saturio, actualmente en la Concatedral de San Pedro, Soria.
- Lienzo de La Adoración de los Reyes, Aranda de Duero (Burgos);
- Lienzos de San Pablo. San Andrés y Martirio de san Pedro Apóstol (1704-1705) del retablo mayor de la iglesia de San Pedro, Hacinas (Burgos).